# Віллі Пастрано
Віллі Пастрано (англ. Willie Pastrano; 27 листопада 1935 — 6 грудня 1997) — американський професійний боксер, який виступав у напівважкій вазі. Абсолютний чемпіон світу у напівважкій вазі (1963-1965). Чемпіон світу у напівважкій вазі за версіями WBA (1963-1965), WBC (1963-1965).

## Біографія
Пастрано народився Новому Орлеані. Його найкращий друг Ральф Дюпас займався боксом у місцевому спортзалі. Пастрано, який важив понад 250 фунтів, вирішив розпочати тренуватися зі своїм другом.
Після того, як Віллі схуд, він зрозумів дві речі: йому подобається займатися боксом і він ненавидить, коли по ньому потрапляють. Таким чином Пастрано розробив стиль боксу, в якому він майже не отримував ударів, а натомість намагався не завдавати болю своєму противнику.

## Професійна кар'єра
Пастрано розпочав свою кар'єру у віці 16 років. 1 червня 1963 року завоював титул чемпіона світу у напівважкій вазі, здобувши в 15-раундовому бою перемогу над Гарольдом Джонсоном розділеним рішенням. У 1964 році успішно захистив титул, перемігши технічним нокаутом Грегоріо Перальту з Аргентини і взявши реванш за поразку у нетитульному бою. Зберіг титул, перемігши у Манчестері англійського боксера Террі Даунса технічним нокаутом в одинадцятому раунді. 30 березня 1965 року втратив титул, програвши пуерториканцю Хосе Торресу. У перерві між дев'ятим та десятим раундами рефері зупинив бій, зарахувавши Пастрано технічну поразку. Це був той самий бій, де лікар запитав у нього, чи знає він, де він знаходиться, на що була легендарна фраза Пастрано: «Ви страшенно праві, я знаю, де я! Я в Медісон-сквер-гарден, де з мене вибивають лайно!». У бою з Торресом Пастрано був збитий з ніг єдиний раз у своїй кар'єрі потужним лівим хуком у печінку. Пастрано залишив ринг після цього бою і ніколи більше не виступав.

## Після боксу
Після того, як він пішов із боксу, Пастрано став представником місцевої молочної компанії Маямі, штат Флорида. 30 серпня 1966 року в газеті «Мілуокі Сентинел» повідомлялося, що Пастрано таємно готувався до повернення на ринг, але автомобільна травма не дала це зробити.
У 1967 році Пастрано став офіційним господарем ресторану швидкого харчування в Маямі-Біч, штат Флорида.
Тим не менш, на вимогу свого хорошого друга, співака Стіва Алаймо, Пастрано розпочав кар'єру в кіно, яка тривала з 1967 по 1971 рік.

## Цікаві факти
- Тренажер для відпрацювання комбінацій, придуманий Касом Д'Амато, отримав назву «Мішок Віллі» на честь Пастрано, якого його учень Хосе Торрес здолав у титульному бою. Тренажер був зроблений із п'яти матраців, обгорнутих навколо рами. Попереду матраців був намальований профіль людини, на якому було позначено зони, які були мішенню для ударів.